# Drosophila diamphidia
Drosophila diamphidia este o specie de muște din genul Drosophila, familia Drosophilidae. A fost descrisă pentru prima dată de Hardy în anul 1965. Conform Catalogue of Life specia Drosophila diamphidia nu are subspecii cunoscute.